# 台灣電力公司總管理處辦公大樓

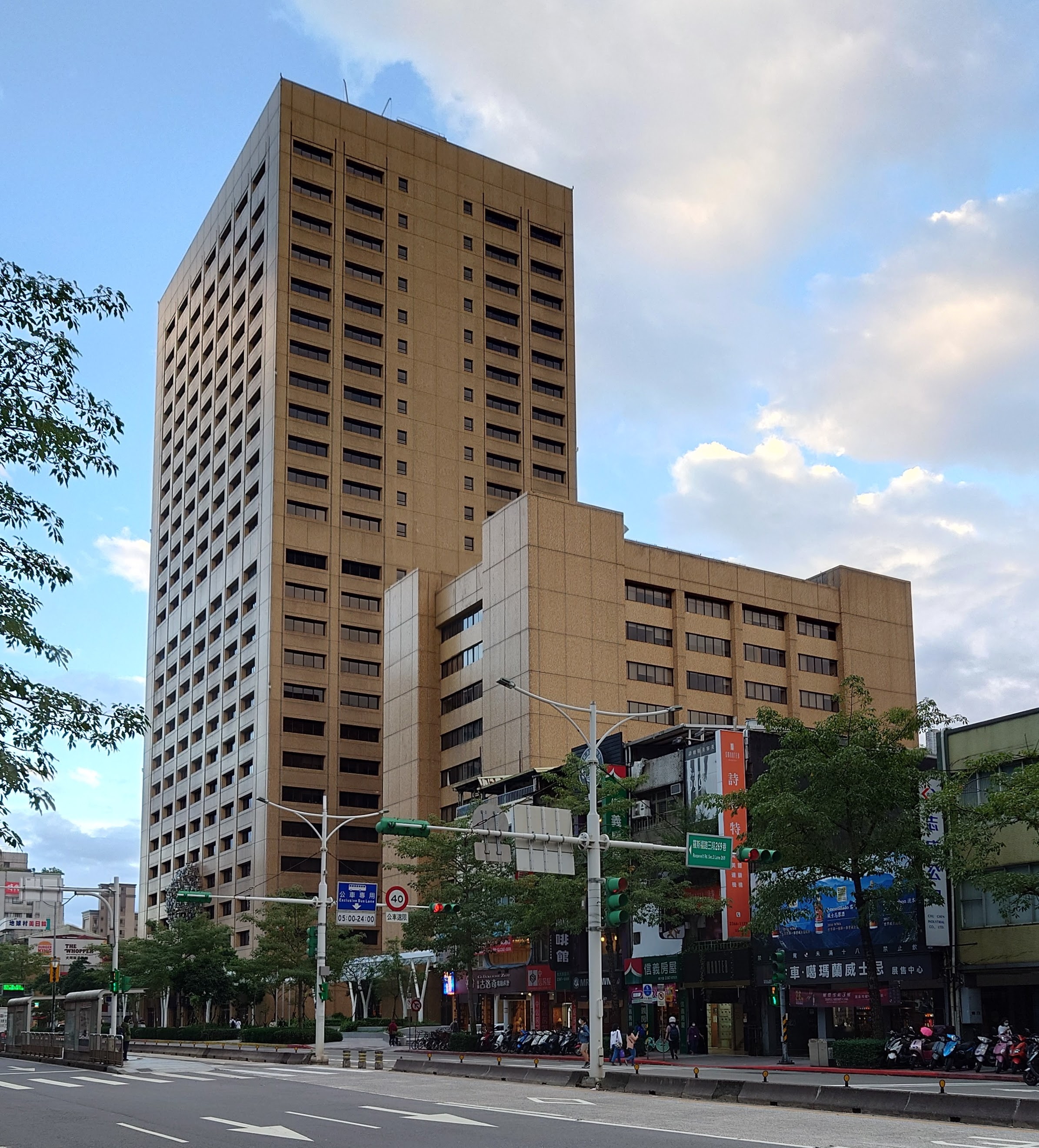
台電大樓主副樓

臺灣電力公司總管理處辦公大樓，簡稱台電大樓，是台灣電力公司總部（總管理處）所在地，位於台灣台北市公館。該建築分為主副兩棟，由中興工程顧問社附設建築師事務所、郭茂林以及KMG建築事務所設計，可容納台電總管理處三千人自用辦公，並包含一指揮全國電力分配調度之電腦中心。
興建時間為1979年5月至1982年7月，地上27層、地下3層、塔屋2層，總高114.54公尺，為臺灣第一幢超過百公尺的大樓。其高度超越位於忠孝西路的台北希爾頓大飯店（今台北凱撒大飯店），成為1980年代臺灣第一高樓，迄今仍為公館地區的顯著地標。台北捷運於該樓北方設有同名的「台電大樓站」。

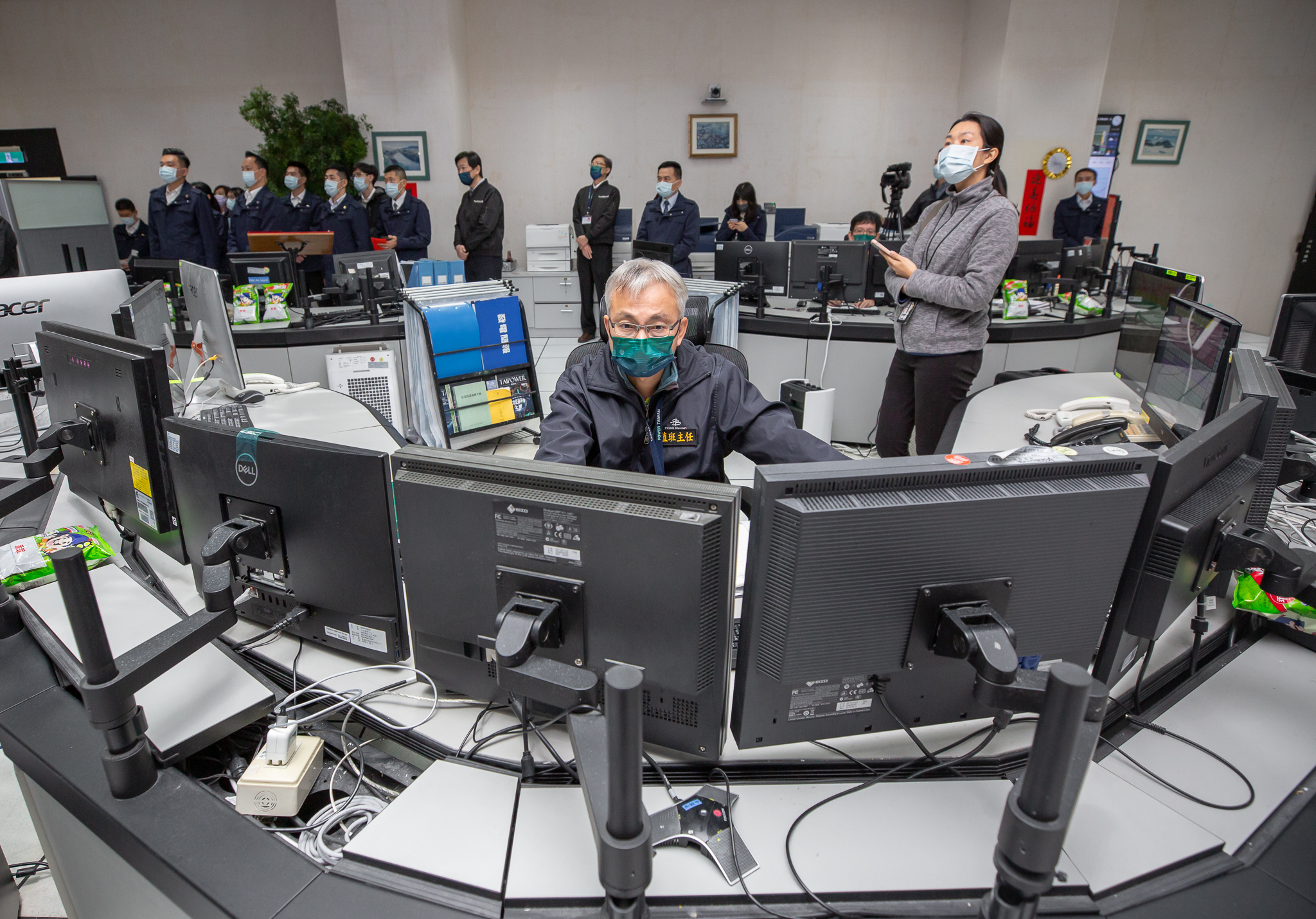
台電中央調度中心負責全臺電廠與輸電網路的即時調度

2018年，台電大樓完工雖已36年，透過結合智慧節能，以iBEMS（Intelligent Building Energy Management System）智慧建物能源管理系統監控分析能源使用，更新空調系統、打造綠色機房，一年可節電超過160萬度、節水近4,000噸，因而獲得美國綠建築認證LEED（Leadership in Energy and Environmental Design）既有建築改造最高等級的「白金級認證」，與台北101、台積電、華碩等並列、全台僅7棟，成為全台最老LEED認證綠建築，全世界亦僅約400棟建物獲此認證。